# 斯特拉扎市镇
斯特拉扎市镇是斯洛文尼亚东南部的市镇，行政中心为斯特拉扎。屬東南斯洛維尼亞統計區。市镇面积为28.5平方公里，2020年人口数量为3,910人。
该市镇成立于2006年，从当时的新梅斯托城市市鎮析出而成。市镇范围内有很多葡萄园。

## 外部連結
- 官方网站  （斯洛文尼亚文）